# Papa Clemente X
Clemente X (em latim: Clemens X), nascido Emilio Bonaventura Altieri; (Roma, 13 de julho de 1590 - Roma, 22 de julho de 1676) foi o Papa da Igreja Católica e Soberano dos Estados Papais de 29 de abril de 1670 até a data de sua morte.

## Início da vida
Emilio Boneventura Altieri nasceu em Roma em 1590, filho de Lorenzo Altieri e Victoria Delfin, uma nobre dama veneziana, irmã de Flaminio Delfin, comandante geral dos exércitos papais, e de Gentile Delfin, bispo de Camerino. Seu irmão era Giambattista Altieri. A família Altieri pertencia à antiga nobreza romana e desfrutara da mais alta consideração em Roma por vários séculos; ocasionalmente haviam contratado alianças com os colonos e os orsinis. Durante os pontificados anteriores, os Altieri ocuparam muitos cargos importantes e foram encarregados de várias missões delicadas.

## Trabalho inicial
Altieri recebeu o doutorado em Direito do Roman College em 1611. Depois de terminar seus estudos, foi nomeado auditor de Giovanni Battista Lancellotti em 1623, na nunciatura da Polônia. Foi ordenado em 6 de abril de 1624. Ao retornar a Roma, foi nomeado bispo de Camerino, então governador de Loreto e de toda a Úmbria. O Papa Urbano VIII (1623-1644) encarregou-o das obras destinadas a proteger o território de Ravena do descontrolado rio Pó.
O Papa Inocêncio X (1644-1655) o enviou como núncio para Nápoles, onde permaneceu por oito anos. Ele é creditado com o restabelecimento da paz após os dias tempestuosos de Masaniello. O Papa Alexandre VII (1655-1667) confidenciou-lhe uma missão na Polônia.
O Papa Clemente IX (1667-1669) o nomeou Superintendente do Tesouro Papal (encarregado das finanças da Igreja) e, em 1667, seu maestro di camera, e foi nomeado Secretário da Congregação dos Bispos e Regulares. Pouco antes de sua morte, Clemente IX fez dele um cardeal. Ele tinha então setenta e nove anos de idade; e Clemente IX, ao fazer dele um membro do Colégio Sagrado, disse-lhe: "Você será nosso sucessor".

## Pontificado

### Eleição Papal
Após o funeral do Papa Clemente IX, sessenta e dois eleitores entraram em conclave em 20 de dezembro de 1669. Foram necessários quarenta e dois votos e, devido à rivalidade entre as facções francesa e espanhola, a discussão acalorada prevaleceu por quatro meses. Giovanni Cardinal Conti foi apoiado por vinte e dois votos; O cardeal Rospigliosi, sobrinho do falecido papa, tinha trinta, ou, como alguns dizem, trinta e três, com dois no acessório, de modo que ele precisava de apenas mais sete votos para ganhar a tiara. O cardeal Cerri obteve 23 votos.
Por fim, os cardeais concordaram em recorrer ao velho expediente de eleger um cardeal nos anos avançados, e propuseram o cardeal Altieri, quase um octogenário, cuja longa vida havia sido gasta no serviço da Igreja e a quem Clemente IX, na véspera de sua morte, havia aumentado a dignidade do roxo. A razão pela qual um prelado de tais méritos transcendentes recebeu o cardeal tão tarde na vida parece ter sido o fato de ele ter renunciado a suas reivindicações de elevação em favor de um irmão mais velho.

### Ações
Em 29 de abril de 1670, o papado foi oferecido a ele por cinquenta e nove cardeais presentes na eleição; apenas dois sendo contra ele. Ele, no entanto, objetou por causa de sua idade, pois tinha quase oitenta anos e exclamou: "Estou velho demais para suportar esse fardo". Apontando para o cardeal Brancaccio, Altieri disse que ele era o cardeal que eles deveriam eleger. Ele insistiu em recusar, protestando que não tinha mais força ou memória; por fim, com lágrimas que ele aceitou e, por gratidão a seu benfeitor, por dez anos mais novo, ele assumiu o nome de Clemente X. Ele foi coroado em 11 de maio.

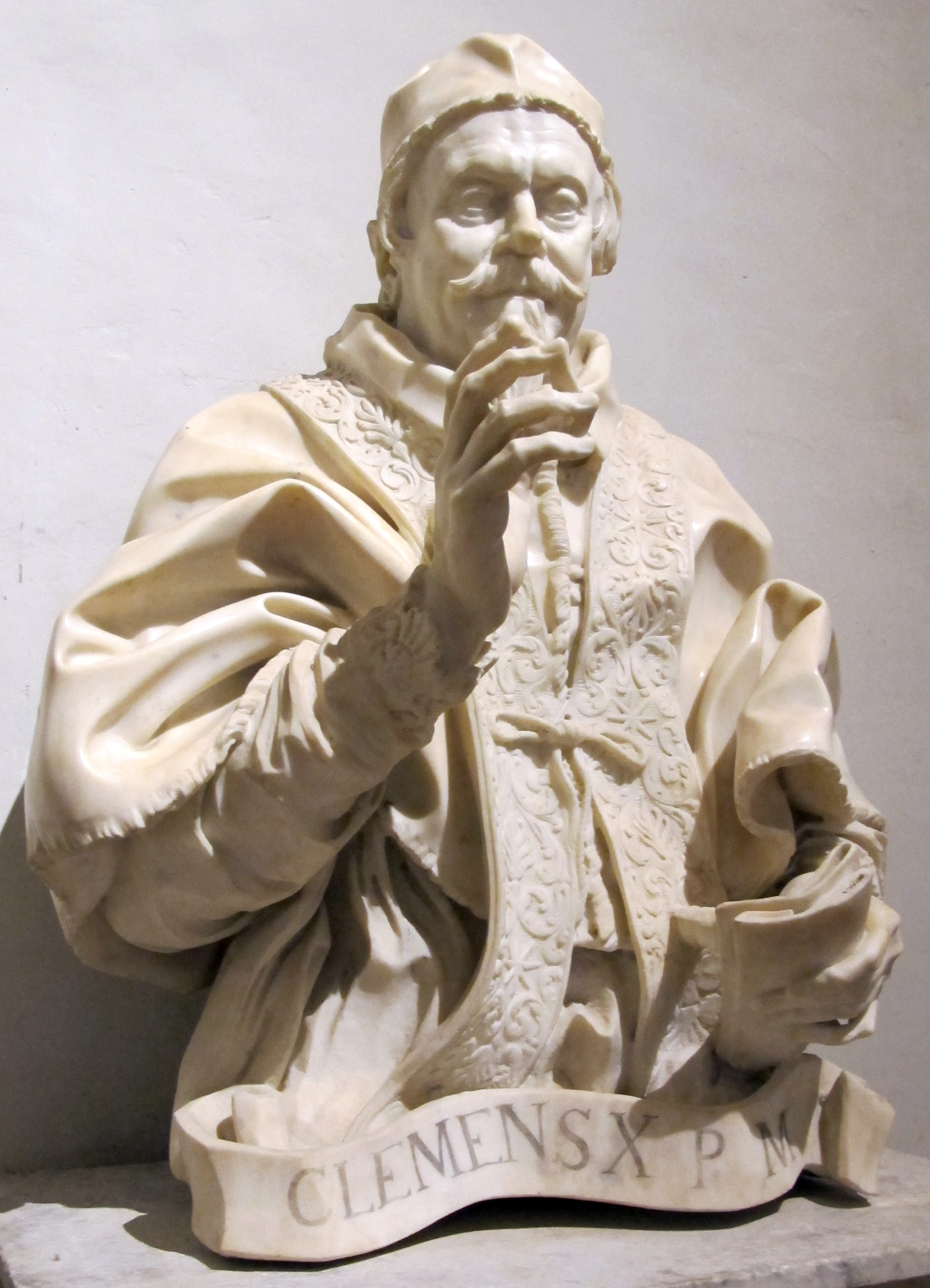
Busto do Papa Clemente X por Gian Lorenzo Bernini

Em 8 de junho, Clemente X tomou posse de São João de Latrão. Em 11 de junho, ele confirmou aos Observadores Menores na Terra Santa os privilégios e indulgências concedidos a quem visita os lugares sagrados, de acordo com o decreto dos papas Alexandre VII e Clemente IX. No mesmo mês, ele concedeu aos prelados da câmara o uso da faixa de cor violeta em volta de seus chapéus. Ocasionalmente esquecido, ele às vezes prometia os mesmos favores a pessoas diferentes e passava a contar com seu cardeal-sobrinho, cardeal Paoluzzi-Altieri.
Todos, exceto um dos descendentes masculinos da família Altieri, escolheram a carreira eclesiástica. Em sua adesão ao papado, Clemente X, a fim de salvar o nome Altieri da extinção, adotou a família Paoluzzi e propôs que um dos Paluzzi se casasse com Laura Caterina Altieri, a única herdeira da família. Em troca da adoção do sobrenome Altieri, ele faria de um dos Paoluzzi um cardeal. Após o casamento, que ele oficiou, ele nomeou seu parente por casamento, cardeal Paoluzzi-Altieri, o tio do novo marido de Laura, junto ao Cardeal Nephew para assumir os deveres que ele foi impedido de cumprir com a idade. A atividade principal era investir o dinheiro da Igreja e, com o passar dos anos, gradualmente lhe confiou a administração dos negócios, a tal ponto que os romanos disseram que ele havia reservado para si apenas as funções episcopais de benedicere et sanctificare, renunciando a favor dos Cardeal os deveres administrativos de regere et gubernare 
Como todos os pontífices, Clemente X aconselhou os príncipes cristãos a se amarem e a prová-lo por medidas generosas e por uma conduta prudente e escrupulosa. Foi especialmente entre a Espanha e a França que o papa desejou testemunhar uma renovação de sentimentos de bom entendimento.
Em 1671, o papa publicou um decreto pelo qual declarou que um nobre poderia ser um comerciante sem perder sua nobreza, desde que ele não vendesse no varejo. Em 1676, Gian Lorenzo Bernini esculpiu uma de suas estátuas finais, um busto de Clemente X.
Suspendeu os  procedimentos da Inquisição portuguesa  em Outubro de 1674, questionando as técnicas empregues contra as suas principais vítimas, os cristãos-novos. A suspensão durou até 1681.

### Canonizações e beatificações
Em 12 de abril de 1671, Clemente X canonizou cinco novos santos:
São Caetano de Thiene, fundador dos Funcionários da Divina Providência, mais conhecido por seu outro título de Theatines. São Francisco de Borja, quarto duque de Gandia, marquês de Lombay e vice-rei da Catalunha, nascido em 1510. Ele adotou o hábito dos jesuítas em 1547 e tornou-se general e um dos ornamentos mais ilustres dessa ordem religiosa.
São Filipe Benício, um nobre florentino, religioso da ordem dos Servos de Maria, do qual foi o revivente, e não, como foi afirmado por alguns, o fundador. O papa Leão X (1513-1521) o beatificou em 1516. São Louis Beltran, ou Bertrand, um espanhol, da família de Saint Vincent Ferrer, e como ele um dominicano.
Santa Rosa de Lima, da terceira ordem de São Domingos, nascida em Lima, Peru em 1586. Santa Rosa, beatificada por Clemente IX, foi a primeira santa americana das Américas.
Fernando III chamado El Santo (o Santo), (1198/1199 - 30 de maio de 1252) foi um rei de Castela (1217-1252) e Leão (1230-1252). Ele era filho de Alfonso IX e Berenguela de Castela, filha de Alfonso VIII. Em 1231, ele uniu Castela e Leão permanentemente. Fernando foi canonizado pelo Papa Clemente X em 1671. Vários lugares chamados San Fernando foram fundados em todo o Império Espanhol.
Em 1673, ele teve o nome do Papa Leão III inserido no Martirologia Romana.[3]
Ele beatificou o Papa Pio V (1566-1572), Francisco Solano, e João da Cruz, todos, posteriormente canonizado por Clemente XI e Bento XIII (1724-1730). Clemente X também declarou Venerável um dos famosos místicos espanhóis, Irmã Maria de Jesus de Ágreda.
Clemente X, em 24 de novembro de 1673, beatificou dezenove mártires de Gorkum, que haviam sido presos em Gorcum, na Holanda, e mortos em Brielle em 9 de julho de 1572, em ódio à fé católica, ao primado do Papa, e da igreja romana. Dos dezenove mártires de Gorcum, Peter Ascanius e Cornelius Vican eram leigos; onze eram sacerdotes franciscanos; um dominicano, dois premonstratensianos, um cânone regular de Santo Agostinho e quatro eram sacerdotes seculares.
Em 13 de janeiro de 1672, Clemente X regulamentou as formalidades a serem observadas na remoção das relíquias dos santos dos cemitérios sagrados. Ninguém removeria essas relíquias sem a permissão do cardeal-vigário. Eles não deveriam ser expostos à veneração dos fiéis, a menos que previamente examinados pelo mesmo cardeal. As principais relíquias do mártir - isto é, a cabeça, as pernas, os braços e a parte em que sofreram - deveriam ser expostas apenas nas igrejas e não deveriam ser dadas a pessoas particulares, mas somente para príncipes e altos prelados; e mesmo para eles, mas raramente, para que a profusão excessiva não prive relíquias do respeito que elas devem inspirar. O papa decretou severas sanções contra todos os que davam qualquer nome a uma relíquia, exceto a do cardeal-vigário. A dor da excomunhão foi pronunciada contra todos os que exigissem qualquer quantia para relíquias seladas e autênticas. Esses decretos e outros feitos pelos papas anteriores foram confirmados pelo Papa Clemente XI (1700–21) em 1704.
Clemente X confirmou as isenções concedidas pelo Papa Gregório XIII (1572-1585) ao Colégio Alemão de Roma em 1671; e então, em 16 de outubro de 1672, ele ordenou aos alunos que jurassem que, no final de seus estudos, partiriam para a Alemanha sem um dia de atraso.

### Negócios estrangeiros
Clemente X, vendo os resultados dos trabalhos apostólicos dos primeiros missionários franceses no Canadá, o número de fiéis e o amplo campo de trabalho, resolveu dar à Igreja uma organização independente e ergueu uma sede em Quebec, o bispo para depende diretamente da Santa Sé; mais tarde, essa disposição garantiria sua permanência depois que Quebec passasse às mãos da Inglaterra. O primeiro bispo foi Monsenhor François de Montmorency-Laval.
Em 1673, não chegou a Roma embaixadores do Grão-Duque da Moscóvia, Alexei não John Basilowitz. Ele solicitou ao papa o título de czar, que, no entanto, ele já havia conferido a si mesmo. Ao mesmo tempo, não se pode esquecer que ele deu forte ajuda financeira ao rei John Sobieski, da Polônia, na luta contra os invasores turcos. Mas Paul Menesius, um escocês, que era o embaixador, não pôde obter a concessão ou sanção desse título, apesar de ter sido recebido com grande magnificência e ter muitos presentes preciosos para levar de volta ao seu mestre. O Grão-Duque de Moscovo não professou a fé católica de maneira a garantir suas intenções, e o rei da Polônia olhou para a embaixada com desagrado.

### Administração local
Enquanto isso, Roma tinha motivos para temer problemas. O cardeal Altieri, que estava à frente do governo, decidiu aumentar as receitas e estabeleceu um novo imposto de três por cento sobre todas as mercadorias que entravam na cidade, incluindo até mercadorias para cardeais e embaixadores. Embora o governo tenha reclamado que os embaixadores haviam abusado de seus privilégios, o corpo diplomático mostrou descontentamento por não estarem expressamente isentos na nova lei tributária.
Outro decreto confirmou o primeiro e ordenou o confisco sem distinção de todos os bens que não pagaram o novo imposto. Os cardeais a princípio reclamaram, embora com moderação. Mas os embaixadores não falaram a linguagem de Clemente X.
O sobrinho do cardeal sustentou que Clemente X, dentro de seu próprio Estado, poderia fazer as regras que quisesse. Em seguida, os embaixadores do império, da França, Espanha e Veneza, enviaram seus secretários para exigir uma audiência do Papa. O chefe de câmara respondeu que o papa estava noivo naquele dia. E por quatro dias seguidos, o camareiro deu a mesma resposta aos mesmos candidatos. Clemente X, aprendendo longamente o que havia ocorrido, declarou que não havia dado tal ordem. Os embaixadores enviaram seus secretários para pedir uma audiência ao cardeal Altieri. Ele não apenas se recusou a admiti-los, mas fechou as portas e aumentou a guarda no palácio pontifício, para que a ofensa não fosse mais longe. Posteriormente, o sobrinho do cardeal escreveu aos núncios que residiam nos tribunais da Europa, afirmando que os excessos cometidos pelos embaixadores haviam induzido o papa a publicar o edito. Os embaixadores, pelo contrário, garantiram aos seus soberanos que a acusação era um pretexto.
O conflito durou mais de um ano; e Clemente X, que amava a paz, remeteu o assunto para uma congregação. Algum tempo depois, o cardeal Altieri declarou que não tinha a intenção de fazer parte dos embaixadores entre aqueles a quem o decreto se destinava, e que o papa nunca havia pensado em submetê-los a ele.
A rainha Cristina da Suécia, que se tornou católica e se mudou para Roma em dezembro de 1655, fez Clemente X proibir o costume de perseguir judeus pelas ruas durante o carnaval. Em 1686, ela emitiu uma declaração de que os judeus romanos estavam sob sua proteção, assinou a Regina - a rainha.

### Jubileu
Em 1675, Clemente X celebrou o décimo quarto jubileu do ano santo. Não obstante sua idade, ele visitou as igrejas, lamentando que a gota o impedisse de fazer aquela visita santa mais de cinco vezes. Ele foi doze vezes ao hospital Trinity para lavar os pés dos peregrinos e, depois da cerimônia, deu-lhes esmolas liberais. Um piastra de prata comemorado foi emitido por ocasião do Ano Santo.

### Cardeais
Clemente X criou 20 cardeais em seis consistórios, incluindo Pietro Francesco Orsini, que se tornaria o Papa Bento XIII várias décadas depois.

## Morte

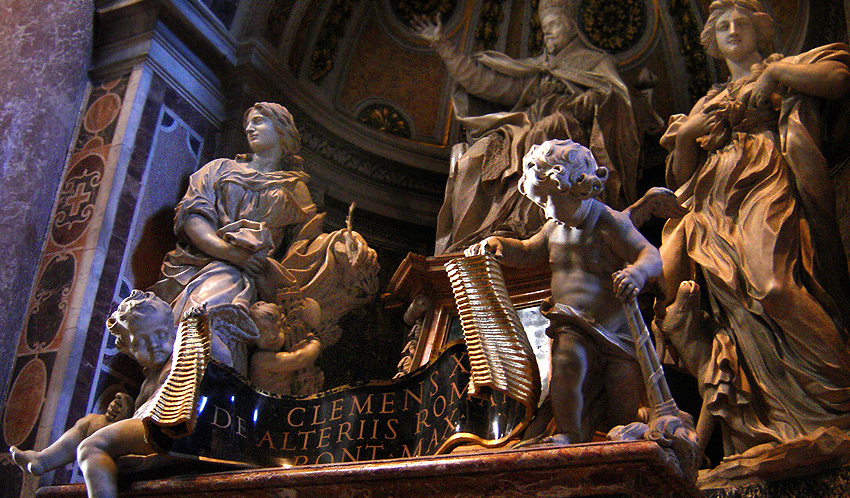
Túmulo de Clemente X, Basílica de São Pedro

Em 22 de julho de 1676, as agonias da gota tornaram-se tão violentas que Clemente X morreu sob eles naquela tarde. Ele tinha oitenta e seis anos e governara a Igreja seis anos, dois meses e vinte e quatro dias. Seu túmulo está na Basílica de São Pedro.

## Outras realizações
Ele trabalhou para preservar a paz da Europa, embora estivesse ameaçado pela ambição de Luís XIV de França (1643-1715), um monarca imperioso sobre assuntos eclesiásticos (a luta dizia respeito ao regional, ou receitas de dioceses e abadias vagas, o que resultou em tensão contínua com a França ). Ele decorou a ponte de Sant'Angelo com as dez estátuas de anjos em mármore de Carrara ainda para serem vistas lá.
O Papa Clemente X mandou construir as duas fontes localizadas na igreja da praça da igreja de São Pedro, perto da tribuna, onde um monumento foi erguido em sua memória. Durante seu papado, o Palazzo Altieri, no centro de Roma, foi reformado.
Clemente X nomeou Francesco Lorenzo Brancati di Lauria chefe da biblioteca do Vaticano.